# Бургзалах
Бургзалах (нем. Burgsalach) — община в Германии, в земле Бавария. 
Подчиняется административному округу Средняя Франкония. Входит в состав района Вайссенбург-Гунценхаузен.  Население составляет 1163 человека (на 31 декабря 2010 года). Занимает площадь 19,31 км².
Коммуна подразделяется на 3 сельских округа.

## Население
По оценке на 31 декабря 2015 года население общины Бургзалах составляет 1150 чел. 

| Дата      | 1840 | 1871 | 1900 | 1925 | 1939 | 1950 | 1961 | 1970 | 1987 | 2011 |
| --------- | ---- | ---- | ---- | ---- | ---- | ---- | ---- | ---- | ---- | ---- |
| Население | 826  | 851  | 812  | 883  | 794  | 1080 | 970  | 976  | 998  | 1145 |

| Год       | 1960 | 1970 | 1980 | 1990 | 2000 | 2009 | 2010 | 2011 | 2012 | 2013 | 2014 | 2015 |
| --------- | ---- | ---- | ---- | ---- | ---- | ---- | ---- | ---- | ---- | ---- | ---- | ---- |
| Население | 935  | 973  | 1006 | 1091 | 1202 | 1172 | 1163 | 1160 | 1146 | 1156 | 1143 | 1150 |